# ヴァージン・オーストラリア・リージョナル航空
ヴァージン・オーストラリア・リージョナル航空（旧称スカイウエスト）はパースに本拠地を置くオーストラリアの地域航空会社である。パースと西オーストラリア州の主要な都市や同州以外のダーウィン、メルボルン、ブリスベン、キャンベラ、シドニーを結ぶ便を運航する。スカイウエストは1963年にCarnarvon Air Taxisとしてサービスをはじめた。もともとはアンセット・オーストラリア航空の子会社であったが、アンセット・オーストラリア航空の破綻後はシンガポールの投資会社であるCapitveVision Capital社に買収された。その後シンガポールの航空会社タイガーエアが買収しようとしているといったニュースが流れるなど一時その処遇に混乱が見られたが、結局はシンガポールのSkywest Airlines Ltdが100%を所有するということで落ち着いた。なお親会社のSkywest Airlines Ltd社はシンガポールの会社だが、スカイウエストそのものは以前オーストラリアの会社である。2013年4月にヴァージン・オーストラリア・ホールディングスがスカイウエストを新たに地方路線を拡充するため買収し、ヴァージン・オーストラリア・リージョナル航空に改称した。

## 保有機材

### 運航機材
2019年8月現在
| 機材             | 運航機数 | 発注機数 | 座席数 | エンジン      | 備考                             |
| ---------------- | -------- | -------- | ------ | ------------- | -------------------------------- |
| エアバスA320-200 | 5        | —        | 162    | IAE V2500     | 元タイガーエア・オーストラリア機 |
| フォッカーF100   | 14       | —        | 100    | RR Tay 650-15 |                                  |
| 合計             | 19       | 0        |        |               |                                  |

### 退役済機材一覧
- フォッカーF50
- ATR72-500,600

## 就航都市
2015年2月の就航路線は以下:

### WAコースタル・ネットワーク(旧スカイウエスト路線)

#### 国際線
- インドネシア
  - バリ島 – ングラ・ライ国際空港

#### 国内線
- ノーザンテリトリー
  - ダーウィン – ダーウィン国際空港
- 西オーストラリア州
  - アルバニー – Albany Airport（英語版）
  - ブルーム – ブルーム国際空港
  - Busselton（英語版） – Busselton Airport（英語版）
  - Derby（英語版） – RAAF Curtin（英語版）
  - エスペランス – エスペランス空港（英語版）
  - ジェラルトン – ジェラルトン空港（英語版）
  - カルグーリー – カルグーリー空港（英語版）
  - Karratha（英語版） – Karratha Airport（英語版）
  - カナナラ – カナナラ空港（英語版）
  - Paraburdoo（英語版） – Paraburdoo Airport（英語版）
  - パース – パース空港 ハブ空港
  - ポートヘッドランド – ポートヘッドランド空港（英語版）
  - Ravensthorpe（英語版） – Ravensthorpe Airport（英語版）

### ATR 72で運航する路線
- オーストラリア首都特別地域
  - キャンベラ – キャンベラ国際空港
- ニューサウスウェールズ州
  - オルベリー – オルベリー空港（英語版）[2]
  - シドニー – シドニー国際空港
  - ポート・マッコーリー（英語版） – ポート・マッコーリー空港（英語版）
- クイーンズランド州
  - ブリスベン – ブリスベン空港
  - Bundaberg（英語版） - Bundaberg Airport（英語版）[3]
  - Emerald（英語版） – Emerald Airport（英語版）
  - Gladstone（英語版） – Gladstone Airport（英語版）
  - Moranbah（英語版） – Moranbah Airport（英語版）
  - Rockhampton（英語版） – Rockhampton Airport（英語版）
- タスマニア州
  - ローンセストン – ローンセストン空港（英語版）
- ビクトリア州
  - メルボルン – メルボルン空港

## マイレージサービス
2007年1月よりスカイウエストはヴァージン・ブルーのマイレージサービスであるVelocity Rewardsに参加した。これによってバリ行きやチャーター便など一部のフライトを除いたスカイウエストの航空便でVelocity Rewardsのポイントが、クラスごとに1マイル1ポイント～5ポイント溜まるようになった。またスカイウエストはヴァージン・ブルーとのコードシェア便も運航している。